# 丸美グループ
丸美グループ（まるみグループ）は、全国的に展開しているデコトラグループの名前。

## 発端
グループの始まりは、1990年に“渡月丸”の南兄弟、東京商事（現、みやこ鮮冷）の森川氏、成田商事の蔵屋氏の4名が集まって、文字を入れたのが発端である。
アンドンでは字面の関係で“丸美船団”となっているが、正式名称は、“丸美グループ”。
当初からクラブではなく、会員募集もなかったが、仕事仲間を中心にアンドンを揚げる者が徐々に現れ台数が増加していった。

## 構成
メンバーは、日本各地にいて現在トラックの数は250台程ある。

## 特徴
丸美グループに所属しているトラックの多くが、ハイルーフ車である。純正フロントバンパーにフォグランプを付けるスタイルが主流。

## プラモデル
2004年頃以降、青島文化教材社から多数の車両がモデル化されている。